# جوناثان تشانغ
جوناثان تشانغ هو ممثل تايواني، ولد في 1 مايو 1991.

## وصلات خارجية
- جوناثان تشانغ على موقع IMDb (الإنجليزية)
- جوناثان تشانغ على موقع قاعدة بيانات الفيلم (الإنجليزية)